# Bolbena orientalis
Bolbena orientalis är en bönsyrseart som beskrevs av Max Beier 1930. Bolbena orientalis ingår i släktet Bolbena och familjen Iridopterygidae. Inga underarter finns listade i Catalogue of Life.